# Aeolocoelotes
Aeolocoelotes – rodzaj pająków z rodziny lejkowcowatych. Obejmuje 8 opisanych gatunków.

## Morfologia
Pająki osiągające od 9 do 16 mm długości ciała. Karapaks mają jednolicie czarniawobrązowy lub z niewyraźnie zaznaczonymi, rozchodzącymi się promieniście smugami. Niemal czarne szczękoczułki mają po trzy zęby na krawędziach przednich i po dwa na krawędziach tylnych. Warga dolna i szczęki są czarniawe. Sternum ma kolor czarniawobrązowy. Kolejność par odnóży od najdłuższej do najkrótszej to: IV, I, II, III. Ich barwa jest czarniawobrązowa, nie występuje obrączkowanie. Barwa opistosmy (odwłoka) jest na wierzchu czarniawobrązowa z szarymi szewronami lub nieregularnymi smugami, od spodu zaś żółtawobrązowa, pozbawiona nakrapiania.
Genitalia samicy mają płytkę płciową z różnie wykształconymi zębami oraz ze zesklerotyzowaną nabrzmiałością w części przedniej lub dwiema takimi nabrzmiałościami po bokach. Nogogłaszczki samca miewają apofizę rzepki zanikłą, zredukowaną lub dobrze rozwiniętą, goleń z dużą apofizą retrolateralną oraz małą lub zupełnie niewykształconą apofizą lateralną, gruby i tęgi konduktor, gruby i krótki embolus oraz rozwidloną, łyżeczkowatą lub uwstecznioną apofyzę medialną.

## Rozprzestrzenienie
Przedstawiciele rodzaju występują endemicznie w południowej części Japonii, w tym na południu Honsiu, Kiusiu i Sikoku.

## Taksonomia
Takson ten wprowadzony został w 2020 roku przez Kenichiego Okumurę na łamach „Acta Arachnologica”, poprzez uzasadnione wynikami molekularnej analizy filogenetycznej wydzielenie części gatunków z rodzaju norosz (Coelotes). Nazwa rodzajowa to połączenie nazwy noroszów z latynizacją greckiego aiolos, oznaczającego „wielką różnorodność”, w nawiązaniu do dużej zmienności genitaliów w obrębie Aeolocoelotes. Wyniki analiz filogenetycznych z 2022 i 2023 roku wskazują, że Aeolocoelotes najbliżej spokrewniony jest z rodzajami Alloclubionoides i Curticoelotes, tworząc z nimi klad siostrzany dla Notiocoelotes.
Do rodzaju tego należy 8 opisanych gatunków:
- Aeolocoelotes bifurcatus (Okumura et Ono, 2006)
- Aeolocoelotes cornutus (Nishikawa, 2009)
- Aeolocoelotes mohrii (Nishikawa, 2009)
- Aeolocoelotes personatus (Nishikawa, 1973)
- Aeolocoelotes saikaiensis (Okumura, 2013)
- Aeolocoelotes sanoi (Nishikawa, 2009)
- Aeolocoelotes unicatus (Yaginuma, 1977)
- Aeolocoelotes unzenensis (Okumura, 2013)